# Z Octantis
Z Octantis är en pulserande variabel av Mira Ceti-typ (M) i stjärnbilden Oktanten. 
Stjärnan varierar mellan visuell magnitud +10,15 och 13,7 med en period av 331 dygn.